# Couvet
Couvet je bývalá samostatná obec v kantonu Neuchâtel na západě Švýcarska. Žije zde asi 2800 obyvatel. 
Dříve samostatná obec vytvořila k 1. lednu 2009 společně s obcemi Boveresse, Buttes, Fleurier, Les Bayards, Môtiers, Noiraigue, Saint-Sulpice a Travers novou obec Val-de-Travers.

## Geografie

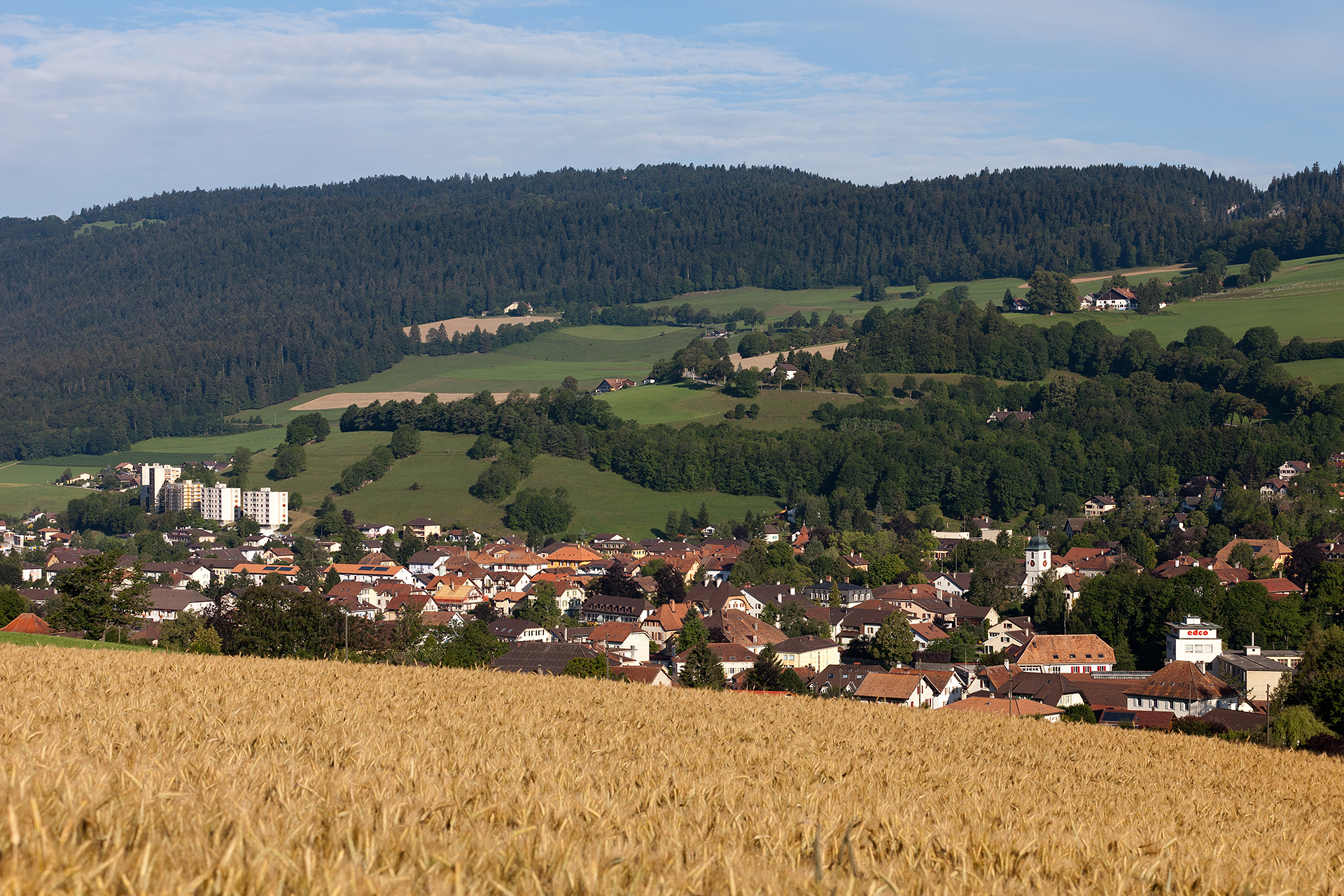
Celkový pohled

Couvet leží v nadmořské výšce 735 m, vzdušnou čarou 24 km západojihozápadně od hlavního města kantonu, Neuchâtelu. Průmyslová obec se rozkládá v centrální části údolí Val de Travers po obou březích řeky Areuse a na náplavovém kuželu přítoku Sucre, na jihozápadě Neuchâtelského Jury.
Území bývalé obce o rozloze 16,4 km² pokrývá část v centrální části údolí Val de Travers a geologicky náleží k celku Faltenjura. Hlavní část zabírá 500 až 800 m široké, ploché dno údolí řeky Areuse, která protéká územím obce od západu k jihozápadu a od východu k severovýchodu. Díky náplavovému kuželu, který vytvořila řeka Sucre u Couvet, když vstoupila do údolí Val de Travers ze severu, je Areuse zatlačena k jižnímu okraji údolí. Na jihu se území obce rozkládalo na zpočátku mírném, ale v horní části prudce stoupajícím a hustě zalesněném svahu až k náhorní plošině Nouvelle Censière (až 1110 m n. m.), která leží na antiklinále řetězce Chasseron-Soliat.
Na severu zasahuje území obce do pramenů řeky Sucre, která se svými přítoky vyhloubila několik erozních údolí v pohoří Jura severně od údolí Val de Travers. V důsledku toho je zdejší terén silně reliéfní s výšinami Mont de Couvet (1024 m n. m.), Malmont (1182 m n. m.), Trémalmont (1277 m n. m.) a Crêt du Cervelet (nejvyšší bod Couvetu 1294 m n. m.); na některých místech jsou obnaženy skály vápence Malm. Na severu se oblast rozkládá až k údolí Bois de Halle. Na těchto výšinách se nacházejí rozsáhlé jurské vysokohorské pastviny s typickými mohutnými smrky, které zde stojí buď jednotlivě, nebo ve skupinách. V roce 1997 bylo 10 % rozlohy obce pokryto zastavěnou plochou, 45 % lesy a lesními porosty a 44 % zemědělstvím; necelé 1 % tvořila neproduktivní půda.
K obci Couvet patřila vesnice Plancemont (873 m n. m.) na ostrohu na severním svahu údolí Val de Travers a několik zemědělských osad a horských farem. Sousedními obcemi Couvet byly Môtiers, Boveresse, La Brévine a Travers v kantonu Neuchâtel a Provence v kantonu Vaud.

## Historie

Letecký pohled (1950)

Nejstarší doklady o přítomnosti člověka v obci Couvet pocházejí z období paleolitu. Jeskyně Grotte des Plaints v lokalitě Moustérien byla osídlena přibližně 50 000 až 40 000 let před naším letopočtem.
Místo bylo poprvé zmíněno v listinách v roce 1300 pod názvem Covés. Později se objevily názvy Coves (1380) a Covet (1470). Název místa pochází z latinského slova cupa (sud, velká dřevěná nádoba).
Ve středověku patřil Couvet původně převorství Saint-Pierre v sousední obci Môtiers. Od 14. století byla členem korporace Six Communes des Val-de-Travers. Od poloviny 14. století až do roku 1848 patřila pod kastelánství Vautravers. V této době mělo nad oblastí svrchovanou moc hrabství Neuchâtel. Od roku 1648 byl Neuchâtel knížectvím a od roku 1707 byl personální unií připojen k Pruskému království. V roce 1806 byla oblast postoupena Napoleonovi a v roce 1815 se v rámci Vídeňského kongresu stala součástí Švýcarské konfederace, ačkoli pruští králové zůstali knížaty Neuchâtelu až do Neuchâtelské smlouvy z roku 1857.
Díky rychlé industrializaci od konce 18. století se Couvet stal vedle Fleurier centrem údolí Val de Travers. Na rozdíl od Fleurier s hodinářským průmyslem však v Couvet převládal strojírenský průmysl. V 19. století zde vznikla řada palíren absintu a Couvet se stal centrem výroby absintu. Rostlina absintu (pelyněk pravý, Artemisia absinthium) se v okolí pěstovala na velkých plochách.

## Obyvatelstvo

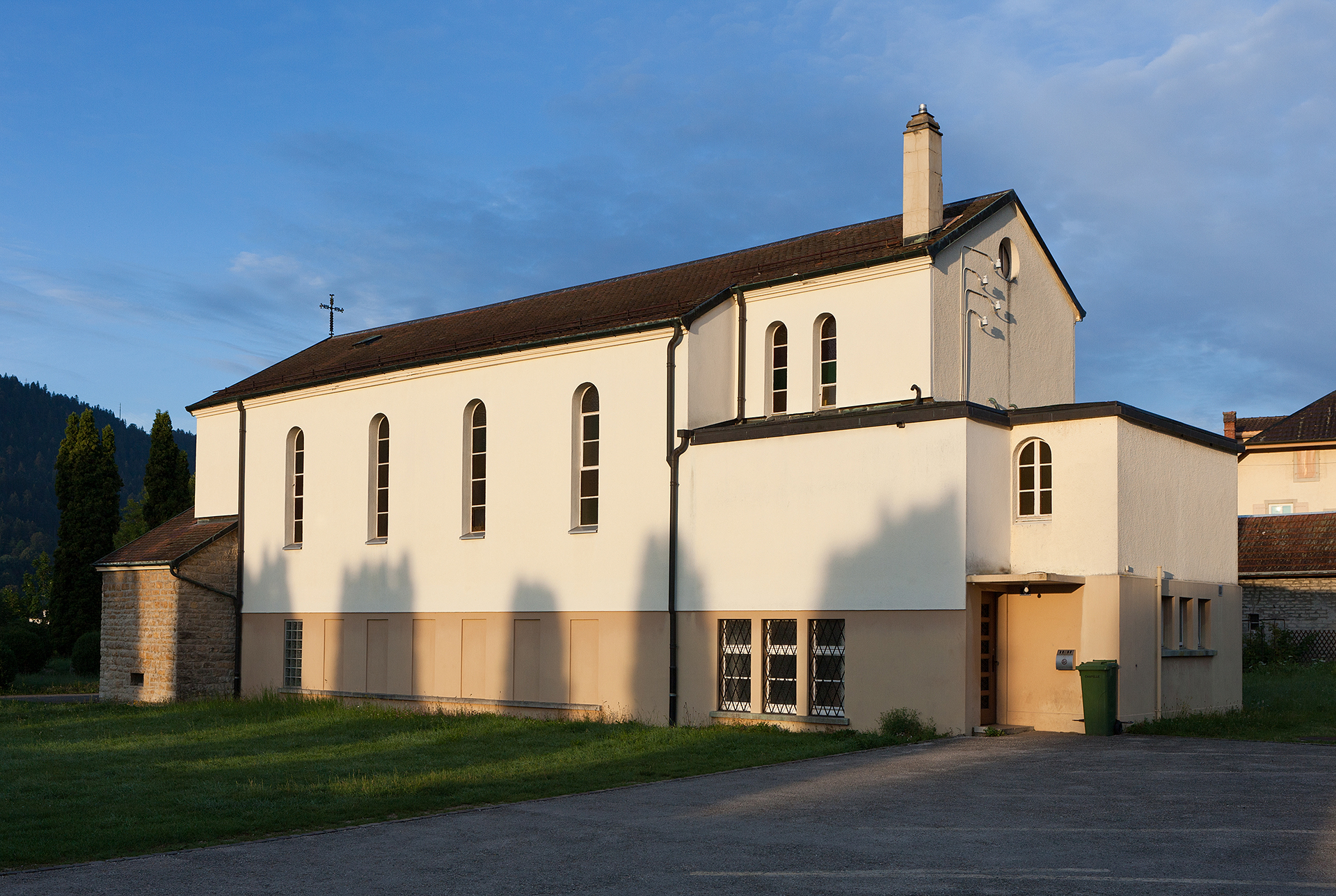
Katolický kostel

85,1 % obyvatel hovoří francouzsky, 4,6 % italsky a 4,1 % portugalsky (údaj z roku 2000). Počet obyvatel Couvet za posledních 150 let značně kolísal, což odráží hospodářskou situaci obce v údolí Val de Travers. Zvláště velký nárůst byl zaznamenán v prvním desetiletí 20. století a v letech 1950 až 1970, kdy bylo dosaženo předchozího maxima.

## Hospodářství
Až do počátku 18. století se Couvet vyznačoval především zemědělstvím, od 16. století se navíc rozvíjely různé obchodní a řemeslné podniky. Zvláště významná byla zpočátku výroba kameniny a kachlových kamen, v polovině 18. století pak přádelna a výroba krajek.
Od poloviny 18. století se Couvet rychle rozvíjel jako průmyslová obec. Vznikly četné dílny na výrobu nástrojů pro hodinářský průmysl. Do roku 1910 se v Couvet nacházely palírny absintu Pernod, Duval a Berger. V 19. století zažila obec další rozmach díky zavedení nových průmyslových odvětví (tiskárna, kartounka, cihelna). Východně od obce byla v roce 1840 zahájena těžba asfaltového dolu La Presta. V roce 1867 byla založena továrna na pletací stroje E. Dubied.
Dnes Couvet nabízí přibližně 1200 pracovních míst. V primárním sektoru je stále zaměstnáno 5 % pracovní síly, ve struktuře zaměstnanosti obyvatelstva hraje stále určitou roli zemědělství (orná půda v údolích, chov dojnic a chov dobytka především ve vyšších polohách). Přibližně 40 % pracovní síly je zaměstnáno v průmyslovém sektoru, zatímco v sektoru služeb pracuje 55 % pracovní síly (stav v roce 2001).
Dnešní průmysl zahrnuje stavebnictví, informační technologie, obalovou techniku, zpracování dřeva a výrobu hodinek. V Couvet se nachází oblastní nemocnice, která byla otevřena v roce 1860. Stále více obyvatel také dojíždí za prací do oblasti Neuchâtelu.

## Doprava
Bývalá obec má dobré dopravní spojení. Leží na hlavní silnici z Neuchâtelu přes hraniční přechod Les Verrières do Pontarlier ve Francii. Dne 25. července 1860 byla otevřena železniční trať z Auvernier do Les Verrières se stanicí v Couvet, která je součástí trati Neuchâtel–Pontarlier. Nádraží v horní části obce bylo od té doby zrušeno. Dne 24. září 1883 byla otevřena údolní trať Travers – Saint-Sulpice. Tuto trať se stanicí poblíž starého centra obce dnes provozuje regionální dopravní společnost Transports Régionaux Neuchâtelois (TRN SA). Veřejnou dopravu zajišťují autobusové linky, které obsluhují trasy z Couvet do Fleurier a La Brévine.